# Ufos, Lügen und der Kalte Krieg
Ufos, Lügen und der Kalte Krieg  ist ein deutscher Dokumentarfilm von Dirk Pohlmann aus dem Jahr 2005. Er behandelt das Phänomen der massenhaften UFO-Sichtungen in der Zeit des Kalten Krieges sowie die Gründe, warum UFOs heute für als seriös geltende Medien in Deutschland kein Thema seien. Die Erstausstrahlung war am 8. Juni 2005 auf arte.

## Handlung
Die öffentliche Behandlung des Themas, die Rolle von Medien, Geheimdiensten, Militär und die unterstellte Angst vor einer Massenpanik werden in dem Film beleuchtet. Der Film lässt Zeitzeugen und Experten, darunter Militärkameraleute, die Ufos filmen sollten, Fluglotsen, Piloten, Polizisten, Mitglieder von Geheimdiensten und Historiker, die sich mit dem Thema beschäftigen, zu Wort kommen.
Die ersten Ufos sollen 1947 über dem Atomlabor  Oak Ridge gesichtet worden sein, wo das Material für die Atombomben gewonnen wurde, sowie über verschiedenen Raketentestgeländen. US-Army, US-Navy und US-Luftwaffe verdächtigten sich zunächst gegenseitig, einander mit Hilfe der unbekannten Objekte auszuspionieren. Später wurde die Sowjetunion als Urheber verdächtigt, da in Schweden, Finnland und Norwegen 1946 monatelang vom Einschlagen von „Geisterraketen“ berichtet worden war.
Pohlmann hinterfragt das Phänomen von 3400 Ufosichtungen durch Piloten sowie der Ufo-Jagd in Belgien 1989. Er folgt der Dokumentenspur, die von diesen Ereignissen hinterlassen wurde und zeigt auf, wie offizielle Stellen diese Informationen für ihre Zwecke im Rahmen des „Informationsmanagements“ eingesetzt haben.